# Mertensophryne micranotis
Espèce
Synonymes
- Bufo micranotis Loveridge, 1925
- Bufo micranotis rondoensis Loveridge, 1942

Statut de conservation UICN

 LC  : Préoccupation mineure
Mertensophryne micranotis est une espèce d'amphibiens de la famille des Bufonidae.

## Répartition
Cette espèce se rencontre jusqu'à 800 m d'altitude, :
- dans le sud-est du Kenya le long de la côte de la province de la Côte au Sud de Gede ;
- dans l'est de la Tanzanie dans les régions de Tanga, de Pwani, de Morogoro, de Lindi et sur les îles Unguja dans l'archipel de Zanzibar et Songo Songo.

## Publication originale
- Loveridge, 1925 : Notes on East African batrachians, collected 1920-1923, with the description of four new species. Proceedings of the Zoological Society of London, vol. 1925, p. 763-791.